# Che fine ha fatto Totò Baby?
Pour plus de détails, voir Fiche technique et Distribution.
Che fine ha fatto Totò Baby? est une comédie noire italienne réalisée par Ottavio Alessi et sortie en 1964.
Il s'agit d'une parodie du film américain Qu'est-il arrivé à Baby Jane ? (1962) avec Bette Davis et Joan Crawford.

## Synopsis
Totò Baby et Pietro sont deux demi-frères liés par une relation d'amour et de haine. Ils sont également voleurs de valises à la gare Termini de Rome. Ils découvrent cependant que la valise volée à une vieille dame contient en réalité un cadavre. Pour s'en débarrasser, ils l'échangent par erreur contre la valise d'un couple d'auto-stoppeuses allemandes — Helga et Inga — qu'ils viennent de rencontrer.
Obligés de récupérer la valise, ils arrivent à la villa où séjournent les deux femmes mais sont découverts par le propriétaire, le comte Mischa, qui les fait immédiatement chanter : en échange de son silence auprès de la police, ils devront l'aider à se débarrasser de sa riche épouse, dont il veut hériter. Après la mort de la femme (qui perd la vie à la suite d'une crise d'angoisse), c'est Totò qui demande une faveur au comte, à savoir le gîte et le couvert jusqu'à la guérison de Pietro, temporairement cloué dans un fauteuil roulant à la suite d'un accident.
Le noble, agacé, décide avec les auto-stoppeuses d'éliminer les deux frères. Mais avant même que le plan ne soit mis en œuvre, Totò Baby découvre par hasard une étrange plante cultivée dans le potager de la villa : de la marijuana. Pensant qu'il s'agit d'un légume de table, il commence à en manger en grande quantité, assaisonnée en salade. Les effets hallucinogènes ne se font pas attendre, Totò Baby délire et commet en peu de temps un meurtre après l'autre : l'une des deux auto-stoppeuses est dissoute dans de l'acide lors d'une tentative de séduction et l'autre est étranglée, le comte est découpé en morceaux et servi au dîner d'un Pietro horrifié, le jardinier de la villa et un jeune facteur malchanceux sont tous deux massacrés au couteau de boucherie puis emmurés à l'intérieur de la maison, les bras laissés à la vue de tous, macabrement accrochés comme des appliques murales. Totò Baby s'enfuit alors avec son frère vers la côte ostienne, où il sera capturé par la police : il est finalement interné dans un asile d'aliénés, où il s'adonnera à la rédaction de ses mémoires sur une machine à écrire inexistante.

## Fiche technique
- Titre original italien : Che fine ha fatto Totò Baby?[1]
- Réalisation : Ottavio Alessi
- Scenario : Ottavio Alessi, Bruno Corbucci, Giovanni Grimaldi
- Photographie :	Sergio D'Offizi (it)
- Montage : Licia Quaglia
- Musique : Armando Trovajoli
- Décors : Nedo Azzini (it)
- Production :Alberto Pugliese, Luciano Ercoli
- Société de production : Produzioni Cinematografiche Mediterranee - P.C.M.
- Pays de production :  Italie
- Langue originale : italien
- Format : Noir et blanc - 1,85:1 - Son mono - 35 mm
- Durée : 87 minutes
- Genre : Comédie noire
- Dates de sortie :
  - Italie : 21 août 1964

## Distribution
- Totò : Totò Baby ; le père
- Pietro De Vico : Pietro
- Misha Auer : Comte Mischa
- Ivy Holzer : Helga
- Alicia Brandet : Inga
- Edy Biagetti : invité de la villa
- Stelvio Rosi : autre invité de la villa
- Lina Alberti : patronne de la pièce de théâtre
- Mario Castellani : directeur de la maison de correction
- Olimpia Cavalli : belle-mère de Totò Baby
- Gina Mascetti : femme de Mischa
- Giuseppe Tosi : retraité
- Peppino De Martino : maréchal
- Alvaro Alvisi : commissaire
- Franco Ressel : officier américain
- Renato Montalbano : facteur